# SheshBesh
SheshBesh ist ein 1996 gegründetes Musikensemble, das sich aus Musikern des israelischen Philharmonic Orchesters und Instrumentalisten aus arabisch christlich und muslimischen Gemeinden aus dem Norden Israels zusammensetzt.
Das Ensemble gehört dem bilingualen Erziehungsprogramm des israelischen Philharmonic Orchesters an, dass entgegen anderen offiziellen politischen Richtungen, arabische und hebräische Gemeinsamkeiten herausstellt. SheshBesh spielt neben klassischer und mittelöstlicher Musik auch eigene Kompositionen und trat unter anderem bei Großveranstaltungen in New York, Prag, Jerusalem und Tel Aviv auf, sowie auf dem Zemplén Festival in Ungarn. Erschienen ist auch eine CD, die den Namen des Ensembles trägt.
Für die Form des Weitblicks und das Engagement im israelisch-arabischen, wie im europäisch-israelisch-arabischen Verhältnis wurde SheshBesh für den KulturPreis Europa 2007 nominiert.
Des Weiteren ist es die hebräische Bezeichnung (ששבש) für das weit verbreitete Spiel Backgammon.